# Madonna (албум)
Madonna е дебютния албум на певицата Мадона, издаден на 27 юли 1983. Албумът е преиздаден през 2001, в който се включват и два нови ремикса.
Албумът, както първия албум също е преиздаден извън САЩ с различна обложка, подобно на албумът ѝ Like a virgin

## История на албума
След като Мадона постигнала успех с първите си два сингъла, ''Everybody'' и ''Burning Up'', Sire Records я наемат да запише цял албум. Въпреки че Мадона казала на нюйоркския диджей Марк Каминс, че ще му даде да продуция целия албум, ако ѝ осигури договор (което той и прави), тя решила да се обърне към по-опитния Реджи Лукас. Къминс бил споменат като продуцент на една от песните – „Everybody“. Мадона и Лукас имали различия по отношение на това, как да звучи крайният продукт, и затова тя се обърнала към Джон „Джелибийн“ Бенитез, за да ѝ помогне да постигне звукът, който искала.
Албумът получил предимно позитивни отзиви от критиците, но много от тях критикували „момичешкото хълцане“ в гласа на Мадона̀. Дон Шоуей, в интервю за списание „Rolling Stone“, нарекъл албума „неустоима покана за танци“. Сигърсън също коментира гласа на Мадона, наричайки го „дразнещ като дявола“, но издигащ се в ушите на слушателя. Текстовете на песните също били похвалени, предимно заради закачливите фрази и леснотата, с която могат да бъдат научени. През 1989 е станал #50 от списъкът на списание „Rolling Stone“ за 100 най-велики албума през 80-те. В интервю за „All Music Guide“ Стефън Томас Ерлалин дал пет от общо пет звезди на албума и заявил „че поставя стандартите на поп-денс музиката през следващите 20 години“. Определил го, с почти перфектните поп песни и продуциране, като „крайно неустоим“ и „чудесен, можеш да го слушаш до безкрай“.

## Списък с песните

### Оригинален траклист
1. „Lucky Star“ – 5:37
2. „Borderline“ – 5:18
3. „Burning Up“ – 3:44
4. „I Know It“ – 3:45
5. „Holiday“ – 6:08
6. „Think of Me“ – 4:53
7. „Physical Attraction“ – 6:36
8. „Everybody“ – 4:57

### 2001 ремастерирана версия
1. „Burning Up“ (12" версия) – 5:59
2. „Lucky Star“ („New“ Mix) – 7:15

### Видео компилация
1. „Burning Up“ – 4:00
2. „Borderline“ – 3:55
3. „Lucky Star“ – 5:04
4. „Like a Virgin“ – 3:39